# Tauberschwarz

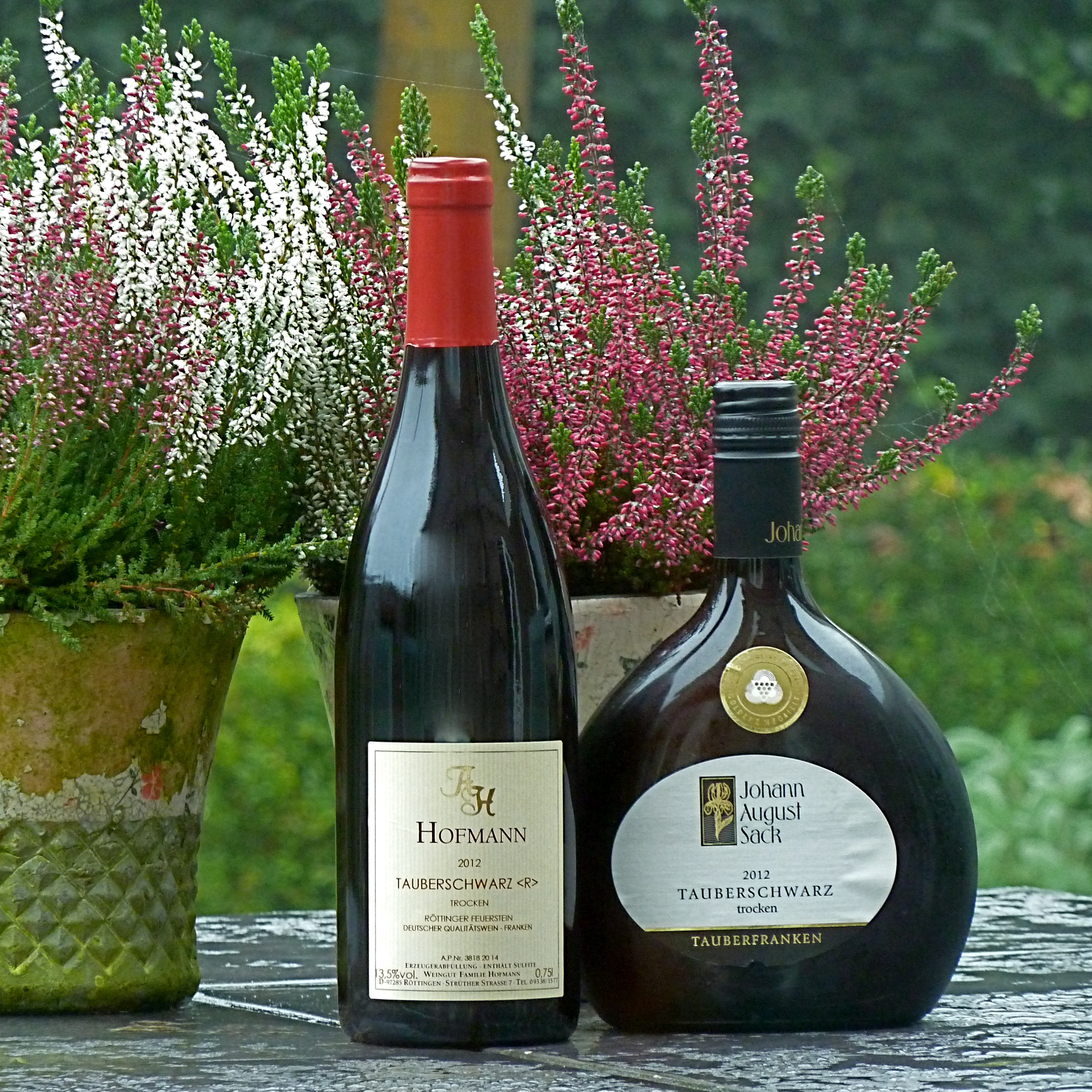
Zwei Flaschen mit Tauberschwarzwein. Der Wein in der linken Flasche ist einige Zeit auf Eiche gealtert. Der Wein in der rechten wurde jung in einen Bocksbeutel abgefüllt.

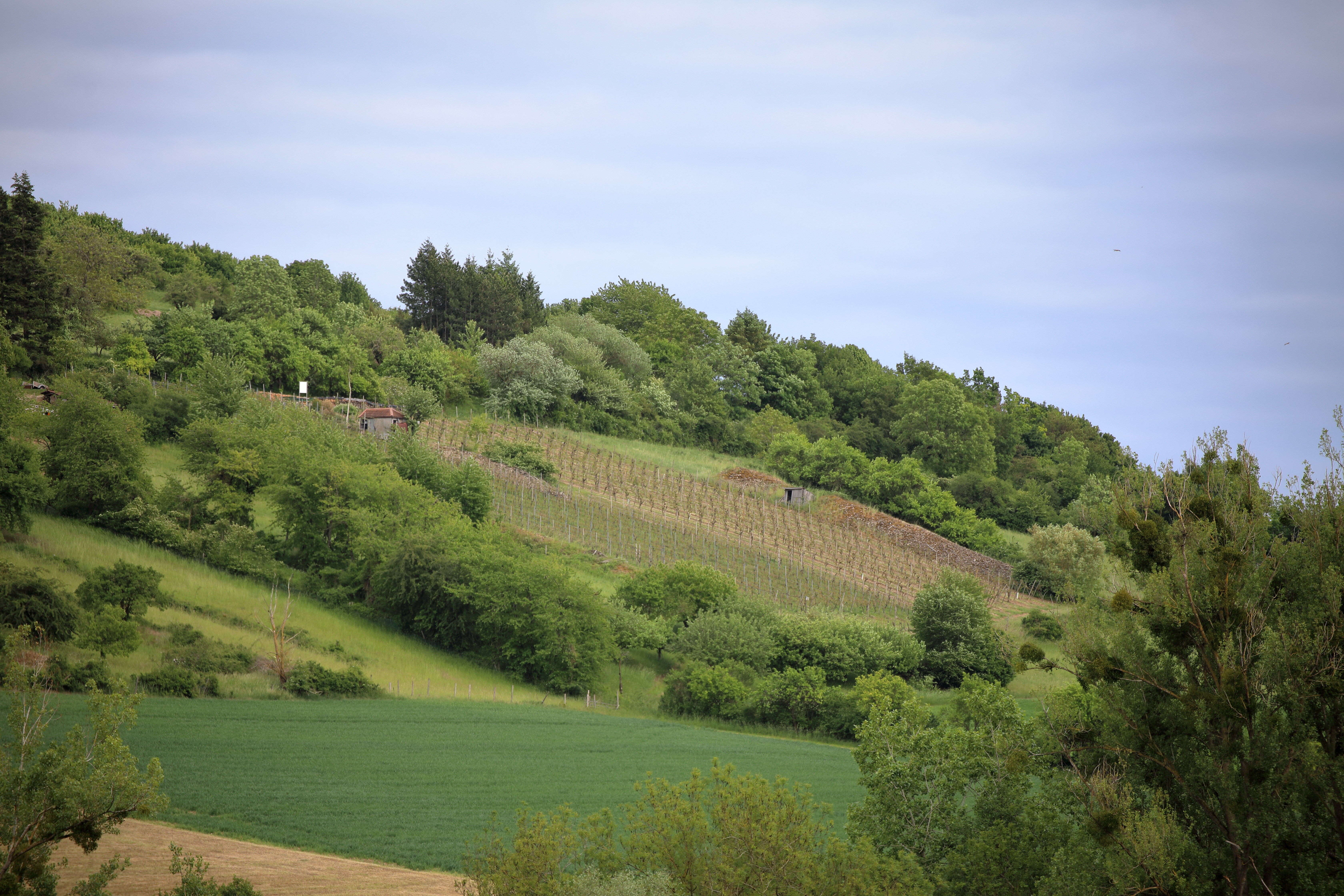
Der Weinberg im Gewann Ackerberg bei Ebertsbronn ist die älteste Lage mit Tauberschwarzreben.

Bei Tauberschwarz handelt es sich um eine autochthone Rotweinsorte aus dem Tauber- und Vorbachtal im Weinbaugebiet Tauberfranken. Die Sorte ist alt, ihre Herkunft nicht gesichert bekannt. Als „regionaltypische Rebsorte“ ist der Tauberschwarz von der Organisation Slow Food in die Arche des Geschmacks aufgenommen worden.
Die Tauberschwarz erbringt leichte, fruchtige Rotweine mit etwas lichter Farbe. In reifen, guten Jahren kann die Farbe granatrot werden, dann ergibt die Sorte einen würzigen Wein. Die Beeren haben eine dünne Haut und sind somit gegen die Grauschimmelfäule (Botrytis cinerea) empfindlich.

## Geschichte
Tauberschwarz wurde erstmals namentlich in einem Dekret des Hochstifts Würzburg aus dem Jahr 1726 während der Regentschaft des Grafen Karl Ludwig von Hohenlohe zu Weikersheim erwähnt. Mitte des letzten Jahrhunderts waren Rebflächen mit Tauberschwarz nur noch in den Weinlagen von Laudenbach (Vorbachtal) und Weikersheim (Taubertal) zu finden. Im Rahmen von Rebflurumlegungen wurden schließlich in den 1950er Jahren die Rebflächen mit Tauberschwarz gerodet, so dass er bis 1959 als ausgestorben galt, bevor man in einem Weinberg in Ebertsbronn im Vorbachtal die letzten etwa 400 verbliebenen Rebstöcke fand.
Zu Beginn der 1960er-Jahre wurde durch die Staatliche Lehr- und Versuchsanstalt für Wein- und Obstbau Weinsberg versucht, die Sorte durch züchterische Bearbeitung wiederzubeleben. Der Antrag auf Eintragung in die Sortenliste wurde 1987 gestellt, worauf im Frühjahr 1994 die Registrierung des Klones We 600 erfolgte. Seit Oktober 1996 ist die Rebsorte im Regierungsbezirk Stuttgart für den Main-Tauber-Kreis und zwei Gemeinden des Hohenlohekreis zugelassen.

## Verbreitung
Im Jahr 1986 gab es im Tauber- und Vorbachtal noch ca. 1 Hektar bestockter Fläche; 15 Jahre später wies das Weinbaukataster wieder 10 Hektar aus.
Die Rebflächen in Deutschland verteilten sich im Jahr 2007 wie folgt auf die einzelnen Anbaugebiete:
| Weinbaugebiet           | Rebfläche (Hektar) |
| ----------------------- | ------------------ |
| Ahr                     | -                  |
| Baden                   | 3                  |
| Franken                 | 2                  |
| Hessische Bergstraße    | -                  |
| Mittelrhein             | -                  |
| Mosel                   | -                  |
| Nahe                    | -                  |
| Pfalz                   | -                  |
| Rheingau                | -                  |
| Rheinhessen             | -                  |
| Saale-Unstrut           | -                  |
| Sachsen                 | -                  |
| Stargarder Land         | -                  |
| Württemberg             | 9                  |
| Gesamt Deutschland 2007 | 14                 |

## Ampelographische Sortenmerkmale
In der Ampelographie wird der Habitus folgendermaßen beschrieben:
- Die Triebspitze ist offen. Sie ist grün-rötlich gefärbt.
- Die mittelgroßen Blätter sind rundlich geformt (siehe auch den Artikel Blattform).
- Die Traube ist mittelgroß und lockerbeerig. Die rundlichen, dünnhäutigen Beeren sind mittelgroß und von dunkelblauer Farbe.

## Synonyme
Die Rebsorte Tauberschwarz ist auch unter den Namen Blaue Frankentraube, Blauer Hängling, Blaue Hartwegstraube, Grobrot, Häusler, Süßrot, Karmazyn (in Tschechien) und Viesanka (in Kroatien) bekannt.